# Босинова, Елена
Еле́на Боси́нова (6 июля 1951, Одесса — 26 августа 2005, Беэр-Шева) — израильская правая активистка. 17 августа 2005 года совершила акт самосожжения в знак протеста против изгнания евреев из Гуш-Катифа.

## Биография
Родилась в Одессе. По профессии инженер, изучала еврейскую историю и философию. С наступлением Перестройки вступила в организацию «Мемориал». Была одним из ведущих активистов еврейской общины Одессы, помогая пожилым и больным евреям.
В 2000 году репатриировалась в Израиль вместе с матерью. Поселилась в Кдумиме. Продолжала заниматься вопросами еврейской идентичности, посещала курсы иудаизма на русском языке в университете Бар-Илан. Участвовала в работе группы по укреплению еврейской идентичности в Карней-Шомроне.
Была активным противником «плана одностороннего размежевания», предусматривающего ликвидацию всех еврейских посёлков на территории сектора Газа и частично в Самарии. Пыталась участвовать в референдуме членов партии «Ликуд», но безуспешно. Позже, после того как Ариэль Шарон представил свой «план размежевания» на утверждение правительства, Босинова встречалась с членами «Ликуда», убеждая их выступить против, публиковала статьи на русскоязычных сайтах, предупреждая, что размежевание обернётся катастрофой для Израиля. Устраивала голодовку перед зданием Кнессета, которая не дала никаких результатов. Участвовала в уличных протестах и дважды была задержана для допроса.
17 августа 2005 года Босинова подожгла себя недалеко от контрольно-пропускного пункта, установленного полицией в районе Нетивота. Прибывшие сотрудники полиции попытались потушили охвативший её огонь, после чего Босинова в критическом состоянии с ожогами третьей степени была доставлена в больницу «Сорока» в Беэр-Шеве. Через девять дней (21 Ава 5765 года по еврейскому календарю) скончалась от полученных ожоговых ран в возрасте 54 лет.
Похоронена на кладбище в Кдумиме. Мать Босиновой умерла за два года до этого. Из родных у Елены оставался только отец, который оставил семью, когда Босиновой было 13 лет, тоже жил в Израиле, но в то время был госпитализирован из-за онкологического заболевания и не смог приехать на похороны.

## Реакция на гибель
Босинова стала первой израильтянкой, выбравшей самосожжение в качестве средства выражения политического протеста и осуществившей свое решение.
Журналист Гади Вольфсфельд написал:

«Одно из самых значимых событий в ходе размежевания не было снято вообще… примером служит Елена Босинова, которая совершила самосожжение (и позже погибла) в знак протеста против размежевания. Если бы это событие было снято, оно вызвало бы резонанс во всем мире и, возможно, стало бы одним из главных символов сопротивления».
Журналистка Ася Энтова так прокомментировала гибель Босиновой:

«Побудительные причины этого поступка дают людям представление о масштабах того потрясения, которое испытали граждане Израиля во время изгнания тысяч евреев из своих домов».

## Память
После смерти Босиновой в Карней-Шомроне её именем был назван парк. В её родном израильском городе Кдумим в Хабадском культурном центре была организована библиотека еврейской философско-религиозной литературы, основу которой составляют её личное собрание книг и кассет.

## Статьи Босиновой
- Елена Босинова. О пропаганде. gazeta.rjews.net. Дата обращения: 13 августа 2025.
- Лена Босинова. Пленники полиции. gazeta.rjews.net. Дата обращения: 13 августа 2025.